# اوراند
اوراند (به ترکی آذربایجانی: Orand) یک منطقه مسکونی در جمهوری آذربایجان است که در شهرستان لریک واقع شده است. اوراند ۱۵۳۴ نفر جمعیت دارد.